# Olga Iakushova
Olga Pavlovna Iakushova (en russe : Ольга Павловна Якушова), née Galich le 29 décembre 1991 à Borodino, est une biathlète russe.

## Carrière
Olga Iakushova est multi-médaillée dans les divers championnats internationaux chez les juniors. Ainsi, en 2009, elle devient championne du monde des jeunes sur le sprint et le relais et en 2010, sur l'individuel.
Elle fait ses débuts en Coupe du monde en décembre 2014, à Östersund. En terminant 37e place de la poursuite, elle y marque les premiers et seuls points de sa carrière dans l'élite mondiale. Incapable de progresser et de confirmer ses performances passées en junior, elle rétrograde durablement sur le circuit inférieur de l'IBU Cup, où elle parvient toutefois à signer de multiples podiums.
Aux Championnats d'Europe 2016, elle remporte la médaille d'or du relais mixte au sein de l'équipe russe.
Olga Galich a pris le nom de Iakushova lors de son mariage avec un autre biathlète, Nikolaï Iakushov.
Elle prend sa retraite sportive en 2018.

## Palmarès

### Coupe du monde
- Meilleur classement général : 90e en 2015.
- Meilleur résultat individuel : 37e.

#### Classements en Coupe du monde
| Saison    | Classement général final | Individuel | Sprint | Poursuite | Mass start |
| 2014-2015 | 91e                      |            | nc     | 77e       |            |

### Championnats d'Europe
- Médaille d'or du relais mixte en 2016.

### Championnats du monde junior
- Médaille d'or du relais et du sprint en 2009 (jeunes).
- Médaille d'or de l'individuel en 2010 (jeunes).
- Médaille d'argent du relais en 2010 (jeunes).
- Médaille d'or du relais en 2011 (junior).
- Médaille d'argent de l'individuel et de la poursuite en 2011 (junior).

### Championnats d'Europe junior
- Médaille d'or de l'individuel et du relais en 2011.
- Médaille d'argent de la poursuite en 2011.
- Médaille de bronze du sprint en 2011.
- Médaille d'argent de l'individuel et du relais en 2012.

### IBU Cup
- 3e du classement général en 2015.
- 9 podiums individuels, dont 3 victoires.